# 波扎廖联合镇
波扎廖联合镇（義大利語：Pozzaglio ed Uniti），是意大利克雷莫纳省的一个市镇。总面积20平方公里，人口1409人，人口密度70.5人/平方公里（2009年）。国家统计（ISTAT）代码为019077。